# Trofeo DirecTV de la Copa EuroAmericana
El Trofeo DirecTV o Trofeo DIRECTV es el galardón recibido por los clubes que ganan uno de los partidos correspondientes a la Copa EuroAmericana, disputada entre Europa y América.

## El trofeo
En la primera edición (2013), se entregaron 8 trofeos, patrocinado por DIRECTV Sports, estaban diseñados con una base de mármol coronada por un balón de fútbol de plata. 
En la segunda edición (2014), se entregaron 9 trofeos, que pasaron a tener un diseño más convencional, una copa de plata con una base de piedra.
En la tercera edición (2015), el diseño es similar a los de la anterior edición.

## Cuadro de honor
| Año  | Lugar          | Campeón              | Resultado    | Subcampeón           |
| ---- | -------------- | -------------------- | ------------ | -------------------- |
| 2013 | Chile          | Sevilla              | 2–0          | Universidad Católica |
| 2013 | Venezuela      | Porto                | 4–2          | Deportivo Anzoátegui |
| 2013 | Colombia       | Atlético Nacional    | 1–1 (4-3 p.) | Sevilla              |
| 2013 | Colombia       | Porto                | 4–0          | Millonarios          |
| 2013 | Ecuador        | Sevilla              | 3–1          | Barcelona            |
| 2013 | Argentina      | Estudiantes          | 1–0          | Atlético de Madrid   |
| 2013 | Perú           | Atlético de Madrid   | 1–0          | Sporting Cristal     |
| 2013 | Uruguay        | Atlético de Madrid   | 2–0          | Nacional             |
| 2014 | Colombia       | Mónaco               | 1–0          | Junior               |
| 2014 | Colombia       | Mónaco               | 4–2          | Atlético Nacional    |
| 2014 | Argentina      | Fiorentina           | 1–0          | Estudiantes          |
| 2014 | Perú           | Alianza Lima         | 2–2 (9-8 p.) | Valencia             |
| 2014 | Estados Unidos | Atlético de Madrid   | 0–0 (4-3 p.) | San Jose Earthquakes |
| 2014 | Chile          | Universidad Católica | 1–0          | Valencia             |
| 2014 | México         | América              | 0–0 (3-2 p.) | Atlético de Madrid   |
| 2014 | Brasil         | Palmeiras            | 2–1          | Fiorentina           |
| 2014 | Perú           | Fiorentina           | 1–0          | Universitario        |
| 2015 | Ecuador        | Barcelona            | 1–0          | Español              |
| 2015 | Colombia       | Deportivo Cali       | 3–2          | Málaga               |
| 2015 | Argentina      | San Lorenzo          | 0–0 (4-3 p.) | Málaga               |
| 2015 | Uruguay        | Málaga               | 3–1          | Peñarol              |

## Palmarés
| Equipo               | País      | Continente | Confederación | Títulos | Años campeón                |
| -------------------- | --------- | ---------- | ------------- | ------- | --------------------------- |
| Atlético de Madrid   | España    | Europa     | UEFA          | 3       | 2013-VII, 2013-VIII, 2014-V |
| Sevilla              | España    | Europa     | UEFA          | 2       | 2013-I, 2013-V              |
| Porto                | Portugal  | Europa     | UEFA          | 2       | 2013-II, 2013-IV            |
| Mónaco               | Mónaco    | Europa     | UEFA          | 2       | 2014-I, 2014-II             |
| Fiorentina           | Italia    | Europa     | UEFA          | 2       | 2014-III, 2014-IX           |
| Atlético Nacional    | Colombia  | América    | CONMEBOL      | 1       | 2013-III                    |
| Estudiantes          | Argentina | América    | CONMEBOL      | 1       | 2013-VI                     |
| Alianza Lima         | Perú      | América    | CONMEBOL      | 1       | 2014-IV                     |
| Universidad Católica | Chile     | América    | CONMEBOL      | 1       | 2014-VI                     |
| América              | México    | América    | CONCACAF      | 1       | 2014-VII                    |
| Palmeiras            | Brasil    | América    | CONMEBOL      | 1       | 2014-VIII                   |
| Barcelona            | Ecuador   | América    | CONMEBOL      | 1       | 2015-I                      |
| Deportivo Cali       | Colombia  | América    | CONMEBOL      | 1       | 2015-II                     |
| San Lorenzo          | Argentina | América    | CONMEBOL      | 1       | 2015-III                    |
| Málaga               | España    | Europa     | UEFA          | 1       | 2015-IV                     |